# Публий Клувий Максим
Публий Клувий Максим (на латински: Publius Cluvius Maximus) e политик и сенатор на Римската империя през 2 век.
Произлиза от фамилията Клувии от Кампания. През 152 г. Клувий Максим e суфектконсул заедно с Марк Сервилий Силан по времето на император Антонин Пий (138 – 161).